# 南逢吉
南逢吉（1494年—1574年），字元貞，一字元命，號姜泉，陝西西安府華州渭南縣人，明朝政治人物。

## 生平
正德十四年（1519年）己卯科陝西鄉試第三名舉人，嘉靖十七年（1538年）中式戊戌科會試第三十二名，二甲第六十七名進士。授禮部儀制司主事，太廟、明堂諸大禮屬草多出其手，出為保寧府知府，升雲南按察司副使，調山西按察司副使、兵備雁門。曾在渭南建“姜泉書院”。

## 著作
著有《越中紀傳》、《訂註會集三賦》、《姜泉集》等。

## 家族
曾祖南言；祖父南珪；父南金，資縣教諭加贈奉政大夫戶部郎中。母焦氏（加封太宜人）。永感下。兄南大吉，紹興府知府。
子南軒、南轅；孫南憲仲、南師仲；曾孫南居益。